# Vestal
A l'antiga Roma, una sacerdotessa consagrada a la deessa Vesta, rebia el nom de Verge Vestal o simplement Vestal. Al començament eren elegides pel rei de Roma i després, en proclamar-se la república romana, pel pontífex màxim.

## Requisits
Les vestals havien de ser verges, de pare i mare reconeguts i lliures que mai haguessin estat esclaves i que tinguessin una ocupació honorable, amb residència a la península itàlica, i de gran bellesa. L'escollida no podia tenir menys de 6 anys ni més de 10, i havia de gaudir de tots els sentits.
Havien d'anar vestides de blanc, amb un vel cobrint el cap i portant una làmpada encesa, perquè la seva major responsabilitat era mantenir encès el foc sagrat dels seus temples.
La llei Papia ordenava que quan es produïa una vacant el pontífex màxim havia de seleccionar vint donzelles i d'aquestes una era elegida per sorteig, amb preferència la que ja tenia una germana vestal i les filles de sacerdots d'alt rang. Aquesta llei sembla que es va establir pel refús dels pares a donar les seves filles, i l'oposició no va parar de créixer fins que en temps d'August les llibertes van ser declarades elegibles. De fet l'elecció per sorteig mai es va produir si hi havia candidates voluntàries que reunien les condicions. Una vegada escollida, es feia la cerimònia de la captio («captura»): El pontífex màxim agafava la vestal per la mà, li deia: «sacerdotem vestalem quae sacra, faciat quae ious siet sacerdotem vestalem facere propopulo romano quiritium utei quae optima lege fovit ita te amata capio» i se l'enduia. Una vegada la candidata a vestal era seleccionada, era separada de la seva família, conduïda al temple (Atrium de Vesta) on li eren tallats els cabells, i on era suspesa d'un arbre, a fi de deixar clar que ja no depenia de la seva família. Viuria en endavant al recinte sagrat sota vigilància i control del col·legi pontifical.

## Obligacions
El servei com a vestal durava trenta anys. Els primers deu aprenia els misteris annexos als seus deures i era anomenada discipula; els següents deu feia les cerimònies, i als darrers deu donava instrucció a les novícies. Durant tot aquest temps havia de mantenir el vot de castedat, però una vegada passats els 30 anys era lliure de fer el que volgués i fins i tot es podia casar encara que molt poques feien ús d'aquest privilegi i en general les vestals morien com havien viscut: al servei d'una deïtat com a celibatàries al temple. La decana de les vestals era anomenada Vestalis Maxima o Virgo Maxima.

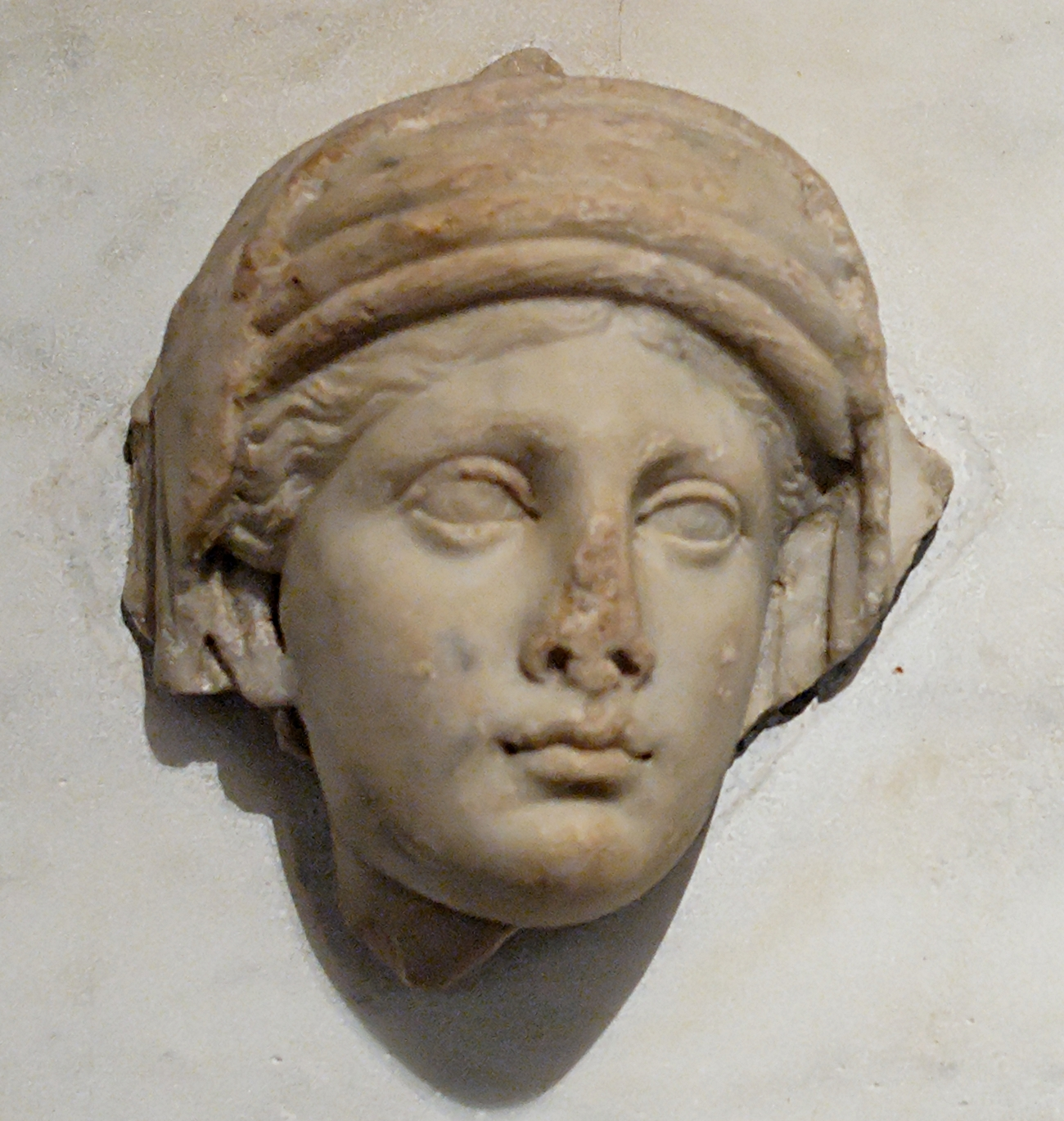
Baix relleu d'una vestal

A més de privilegis i honors per tot arreu, les vestals podien testar, encara vivint els seus pares. Fins i tot disposar del seu sense necessitat de tutor o guardià.
Eren les encarregades de mantenir el foc encès als temples i de preparar els ingredients necessaris per als sacrificis públics o privats, com ara la mola salsa, una barreja de farina torrada i sal, que s'escampava per damunt les víctimes (d'on ve el terme «immolar»).
Ben aviat van esdevenir una institució de prestigi, per exemple, quan Juli Cèsar va ser assenyalat per Sul·la com un possible enemic de l'estat, les vestals van intercedir-hi i van aconseguir el seu perdó. L'emperador August no feia cap cerimònia important sense incloure les vestals. Alguns els van atribuir poders màgics, com ara evitar amb les seves oracions la fugida dels esclaus.
Les vestals tenien el privilegi d'absoldre un condemnat a mort que trobessin quan aquest era conduït al cadafal, sempre que es demostrés que l'encontre havia estat casual.

## Càstigs
La seva ocupació fonamental era guardar el foc sagrat. Si aquest arribava a extingir-se, llavors es reunia el Senat, se n'inquirien les causes, es remeiaven, s'expiava el temple i es tornava a encendre el foc. El foc era encès usant la llum solar com a font d'ignició. La vestal que hagués estat de guàrdia quan el foc s'apagava, era fuetejada.

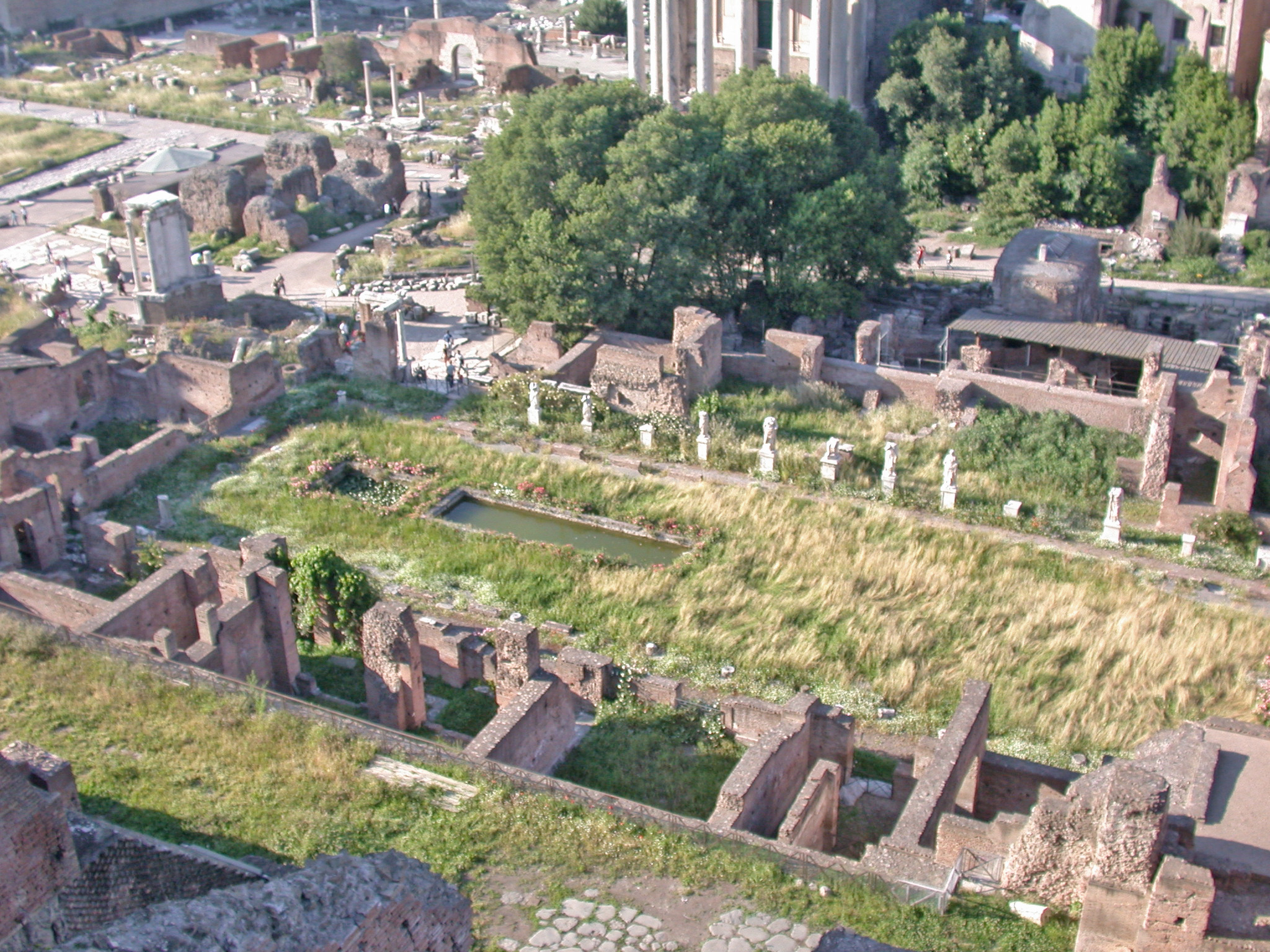
Restes de la Casa de les Vestals al Fòrum romà, vistes des del Palatí

Perdre la virginitat era considerat una falta pitjor fins i tot que permetre que s'apagués el foc sagrat. Inicialment, el càstig era la lapidació, després aquesta pena va ser substituïda per la decapitació i l'enterrament en vida. Tanmateix, només es coneixen vint casos en els quals aquesta falta va ser detectada i castigada. Per a castigar-la se la feia vestir de dol i era portada en una llitera tancada, com si fos un cadàver, al Campus sceleratus («lloc dels condemnats»), un lloc a prop de la Porta Col·lina dins dels murs de la ciutat, a la part baixa del Quirinal. Allà la deixaven en un sepulcre amb una llàntia, una ració de pa, aigua, llet i oli. El sepulcre es tancava i així passava a l'oblit. Per al còmplice el càstig era semblant al d'un esclau: fustigació fins a morir.
De fet, almenys fins al final de la república, la sentència de mort d'una vestal no calia que fos per una falta comesa per ella, sinó que sembla que podia ser un sacrifici humà encobert amb la intenció d'apaivagar el que els romans interpretaven com la ira dels déus quan esdevenien desastres públics (com ara el setge del gal Brennus, o la derrota de Cannes contra els cartaginesos) o signes ominosos en períodes d'agitació social (com la condemna de la Vestal Oppia l'any 483, que coincidint amb l'acusació de trencament del vot de virginitat, se la va relacionar amb les nombroses lluites internes i externes i de fer monstruosos miracles que van succeir en aquell període).
Dionís d'Halicarnàs narra la història de la vestal Orbilia que l'any 472 aC, quan a Roma s'indagaven els motius pels quals els déus havien portat una epidèmia de pesta a la ciutat, se la va trobar culpable d'haver trencat el vot de castedat i, per aquest motiu, va ser condemnada a morir. En conèixer-se la condemna, un dels homes acusats de ser el seu amant es va suïcidar i un altre va ser ajusticiat al fòrum.
Titus Livi narra una altra història, la d'una vestal anomenada Minucia, que va ser condemnada a ser sepultada viva per portar una vestimenta no gaire adient per a una sacerdotessa (337 aC), i també explica el cas d'una vestal anomenada Túccia, que va ser exonerada miraculosament, per intervenció de la deessa Vesta, el 230 aC, després d'haver estat acusada de faltar al vot de virginitat.

## La llegenda dels orígens

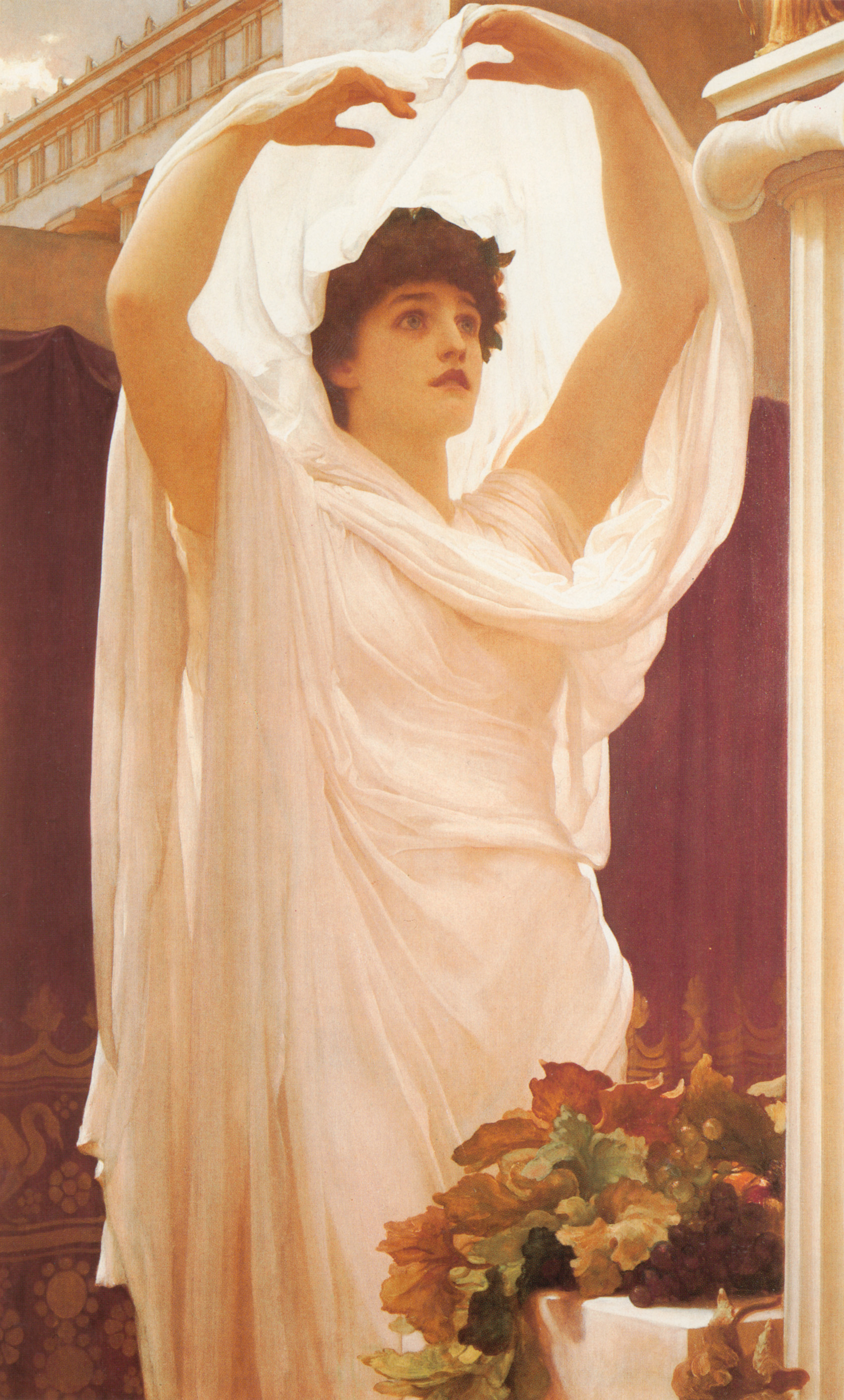
Vestal, pintura de Frederic Leighton (1830-1896)

La seva existència a Alba Longa connecta amb la tradició romana. La mare de Ròmul, Rea Sílvia, era membre de la germandat. El seu establiment a Roma és atribuït a Numa Pompili, que en va seleccionar quatre, dues de la tribu dels titienses o títies i dues del ramnes, i més tard se n'hi van afegir dues més de la tribu dels luceres per decisió de Tarquini Prisc o de Servi Tul·li segons les fonts. Sembla que aquest nombre va restar sense canvis encara que algunes fonts parlen d'una setena verge afegida molt posteriorment.
Segons Varró, les quatre primeres vestals es deien Gegania, Veneneia, Canuleia i Tarpeia.

## La darrera vestal
La implantació del cristianisme en l'imperi no va portar, si més no durant els primers segles, la desaparició del col·legi de les vestals. Al contrari, les vestals eren les sacerdotesses d'un culte mil·lenari i van continuar sent un cos molt respectat fins al segle iv. L'última gran sacerdotessa fou Cèlia Concòrdia (Coelia Concordia) (384).
En haver-se imposat el credo nicè com a religió de l'estat l'any 380, amb l'edicte de Tessalònica, l'emperador Teodosi I va ordenar una sèrie de decrets amb què, a partir del 391, van prohibir el manteniment de qualsevol culte pagà, amb la consegüent extinció del foc que les vestals mantenien encès des de generacions. L'historiador Zòsim narra com Serena, neboda de l'emperador Teodosi, va profanar el temple de Vesta entrant-hi i agafant una cinta que tenia al coll l'estàtua de la deessa. Llavors a la sacerdotessa Cèlia li van saltar les llàgrimes i la va maleir.